# Joachim Kroll
Joachim Georg Kroll (* 17. April 1933 in Hindenburg in Oberschlesien; † 1. Juli 1991 in Rheinbach) war ein deutscher Serienmörder, Sexualstraftäter und Kannibale. Von Duisburg aus ermordete er zwischen acht und 14 Menschen und verzehrte sie teilweise.

## Leben
Joachim Georg Kroll wurde als sechstes von neun Kindern eines Bergmanns in Oberschlesien geboren und erhielt eine fünfjährige, lückenhafte Schulausbildung. Der stets als Schwächling geltende Kroll, der bei einem Test nach seiner Festnahme einen Intelligenzquotienten von 76 aufwies, begann früh, sich an geschlachteten Tieren zu vergehen. 1955, als er noch in Bottrop bei seinem Vater wohnte, begann er zu morden.
Mit dem Beginn der 1960er-Jahre kam Kroll nach Duisburg. Zuerst lebte er in einem Ledigenwohnheim in Duisburg-Huckingen und arbeitete als Toilettenreiniger bei Mannesmann. Dann zog er nach Duisburg-Laar. Er fand eine Anstellung als Wärter einer Waschkaue bei der Thyssen-Hütte im benachbarten Bruckhausen. Kroll galt bei seinen Arbeitskollegen als „unscheinbar“ und „verschroben“.
Im August 1965 beobachtete Kroll zufällig in Duisburg-Großenbaum einen Mann und dessen Freundin bei einem Rendezvous in einem VW Käfer. Nachdem Kroll dessen Reifen zerstochen hatte, verließ der Mann seinen Wagen und wurde von Kroll attackiert und schwer verletzt. Der Freundin gelang es, im Auto zu flüchten. Trotz sofort alarmierter Polizei war der Täter nicht mehr auffindbar. Der Mann starb an seinen Wunden.
1967 versuchte Kroll einen weiteren Mord. Ein elfjähriges Mädchen, das Kroll schon bis zur Bewusstlosigkeit gewürgt hatte, überlebte den Angriff, als sich unerwartet Arbeiter einer nahegelegenen Zeche näherten. Weitere Morde folgten.
Ein Jahrzehnt später, im Jahr 1976, wurde Kroll gefasst, nachdem er ein vierjähriges Mädchen aus der direkten Nachbarschaft entführt und ermordet hatte. Kroll hatte einem Nachbarn gegenüber behauptet, er hätte ein Kaninchen die Toilette heruntergespült, wodurch diese verstopft sei. Der Nachbar alarmierte die Polizei. Die Polizisten, die das verschwundene Mädchen suchten, verständigten einen Klempner und nahmen Kroll fest, da es sich um die Eingeweide des Opfers handelte, die er in der Toilette hinunterzuspülen versuchte. Die Polizisten fanden in seiner Dachgeschosswohnung eine Gefriertruhe mit in Plastiktüten abgepackten menschlichen Überresten. In einem Kochtopf, der noch auf dem Herd stand, schwammen zwei Hände, zwei Füße, ein Unterarm und ein Oberarm des Mädchens in Salzwasser.

Am 5. Oktober 1979 begann der Prozess, am 8. April 1982 wurde der sogenannte Menschenfresser von Duisburg oder Ruhrkannibale, dem acht vollendete und ein versuchter Mord nachgewiesen werden konnten, zu neun Mal lebenslanger Haft verurteilt. Kroll starb in Haft in der JVA Rheinbach an einem Herzinfarkt.
Infolge eines Justizirrtums war für eine von Krolls Taten ein Unschuldiger drei Jahre lang in Haft.